# George Town (Penang)
Koordinaten: 5° 25′ 5″ N, 100° 19′ 47″ O

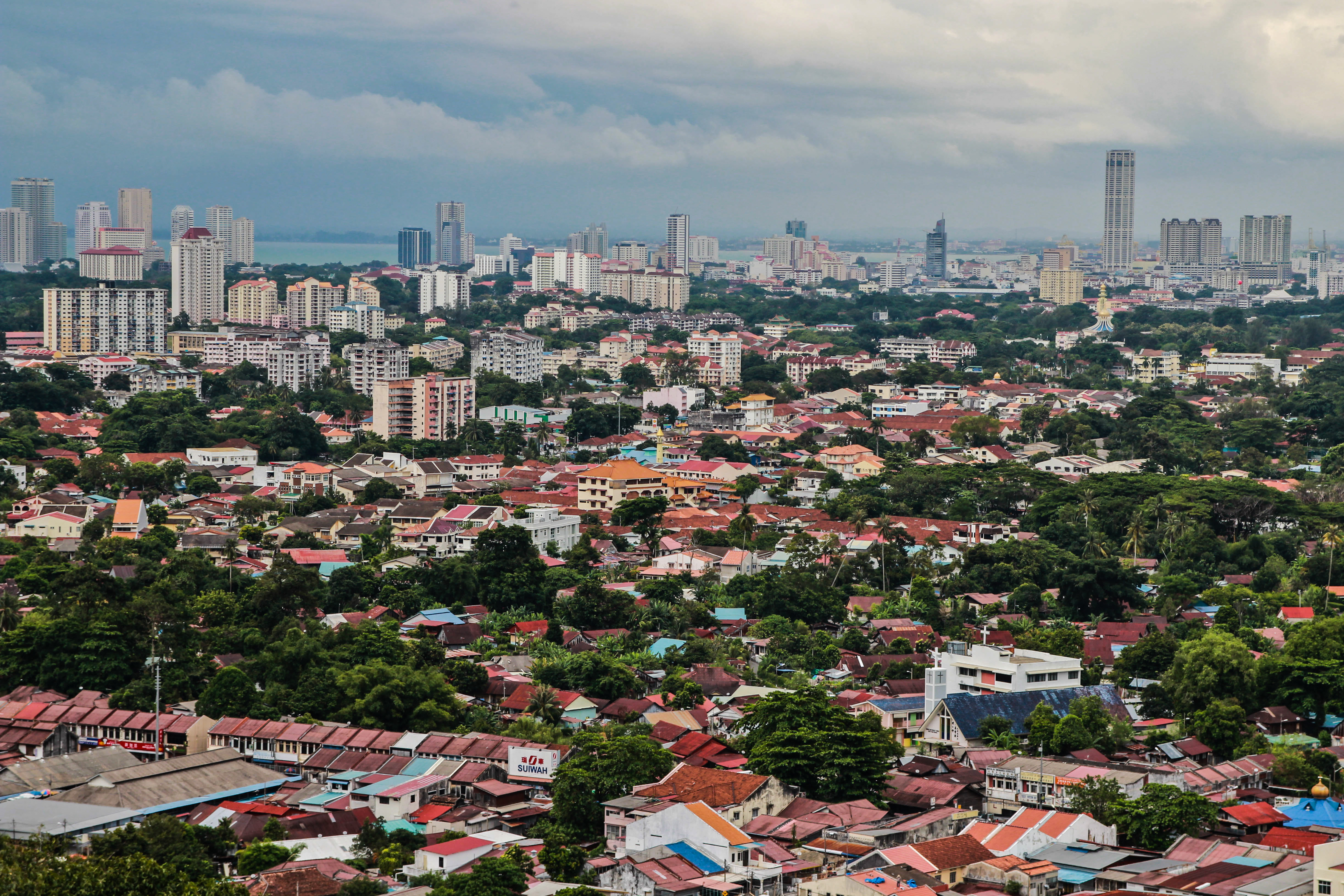
George Town

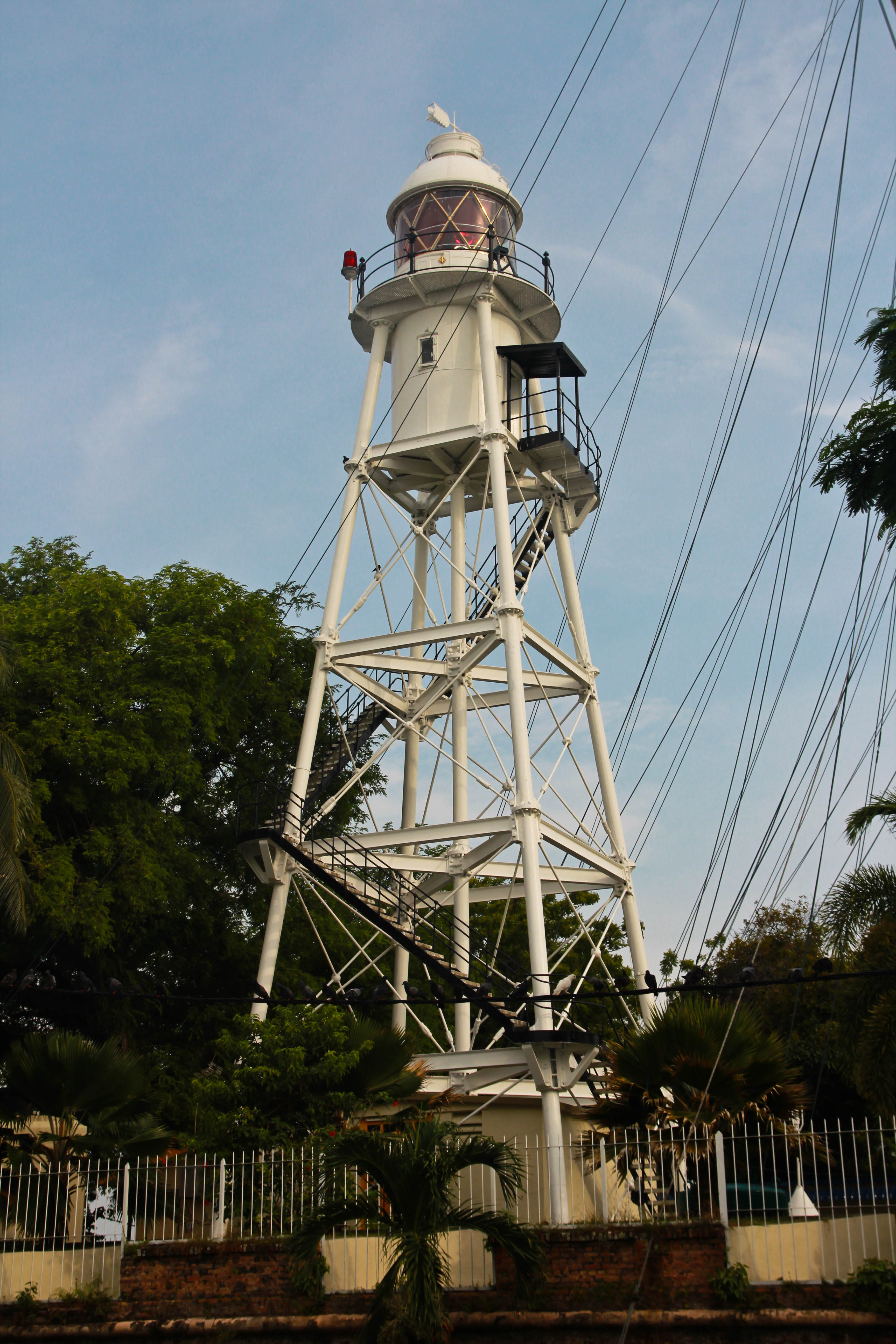
Fort Cornwallis Leuchtturm

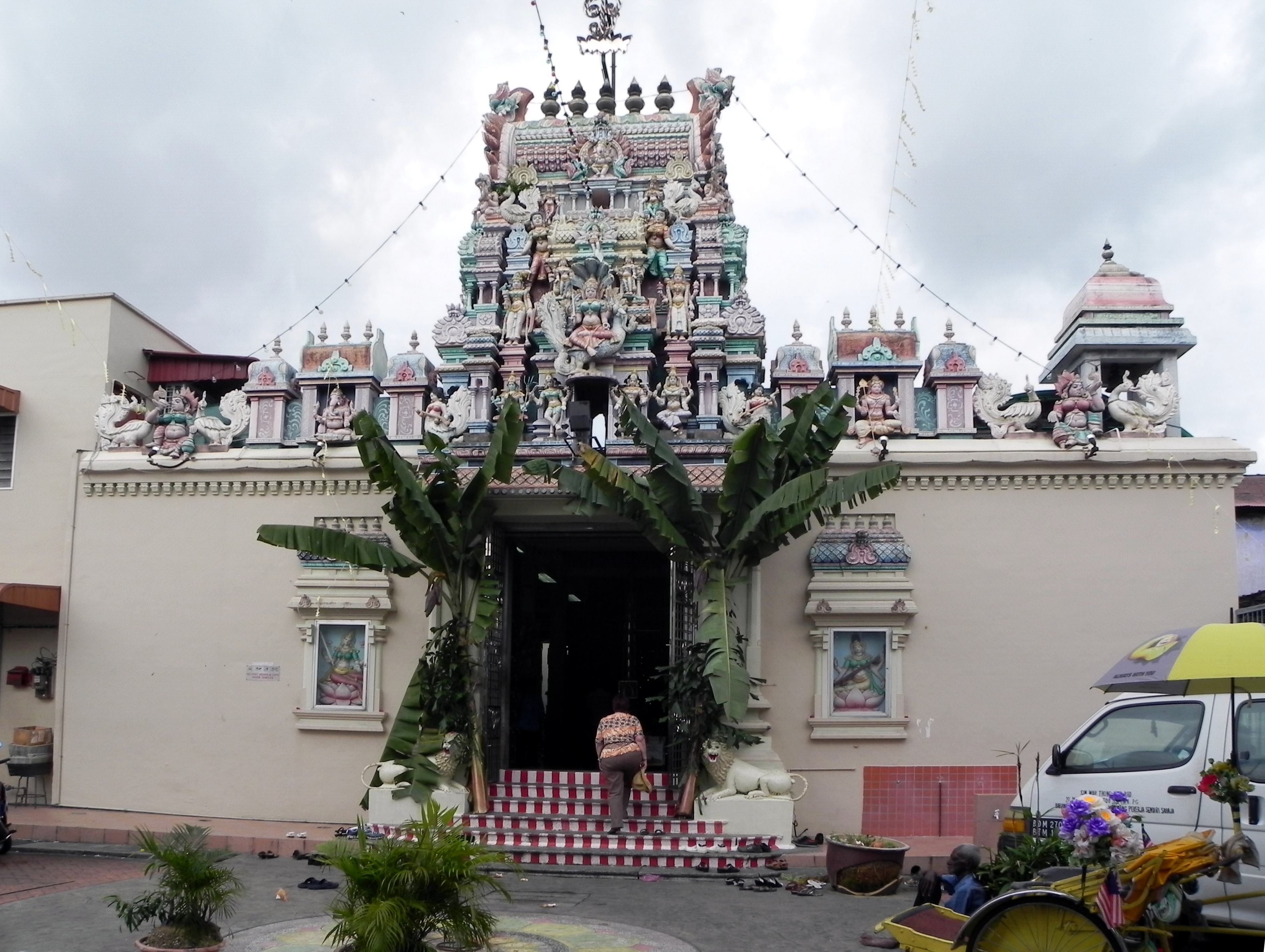
Sri Mahamariamman Tempel

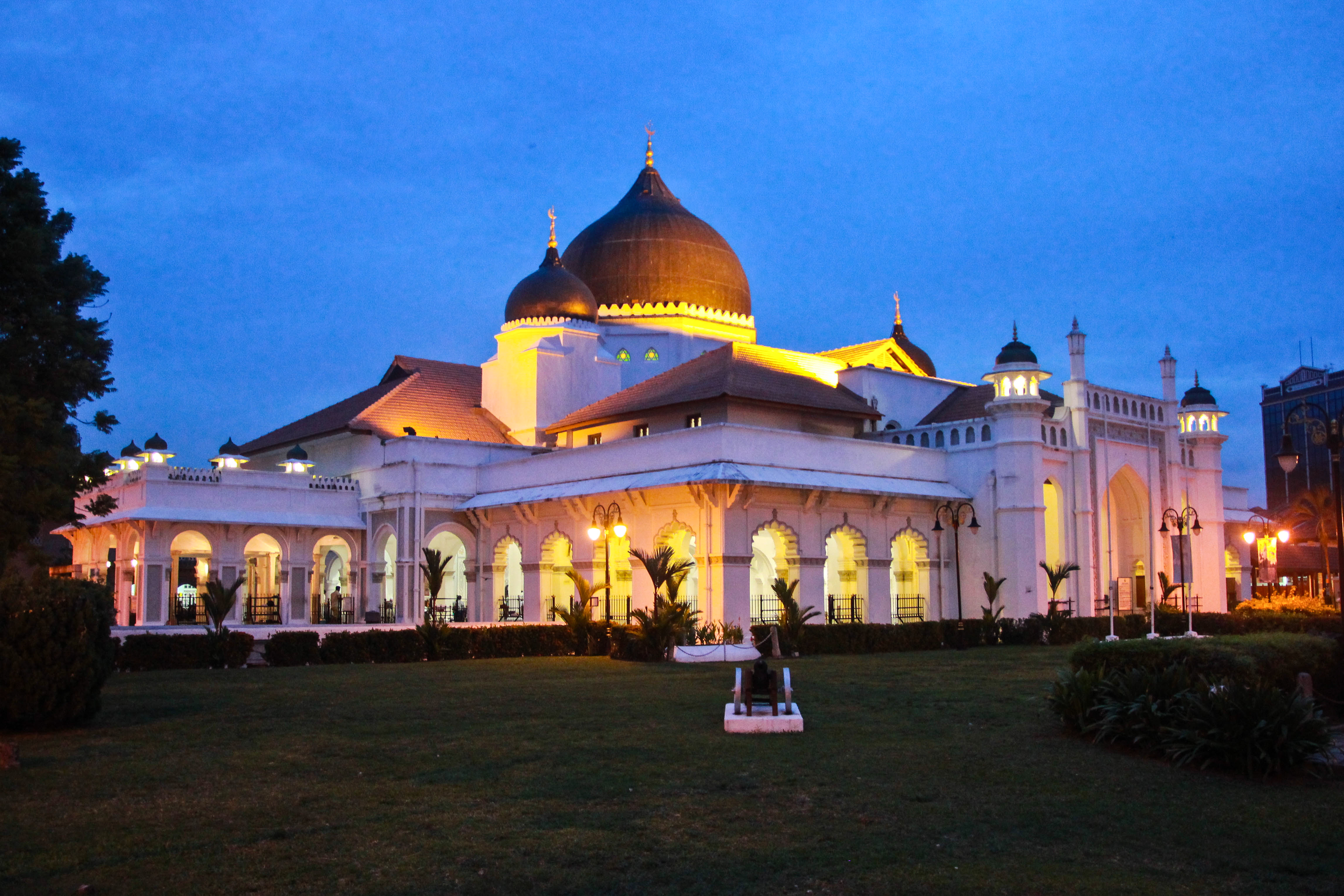
Kapitan Kling Moschee

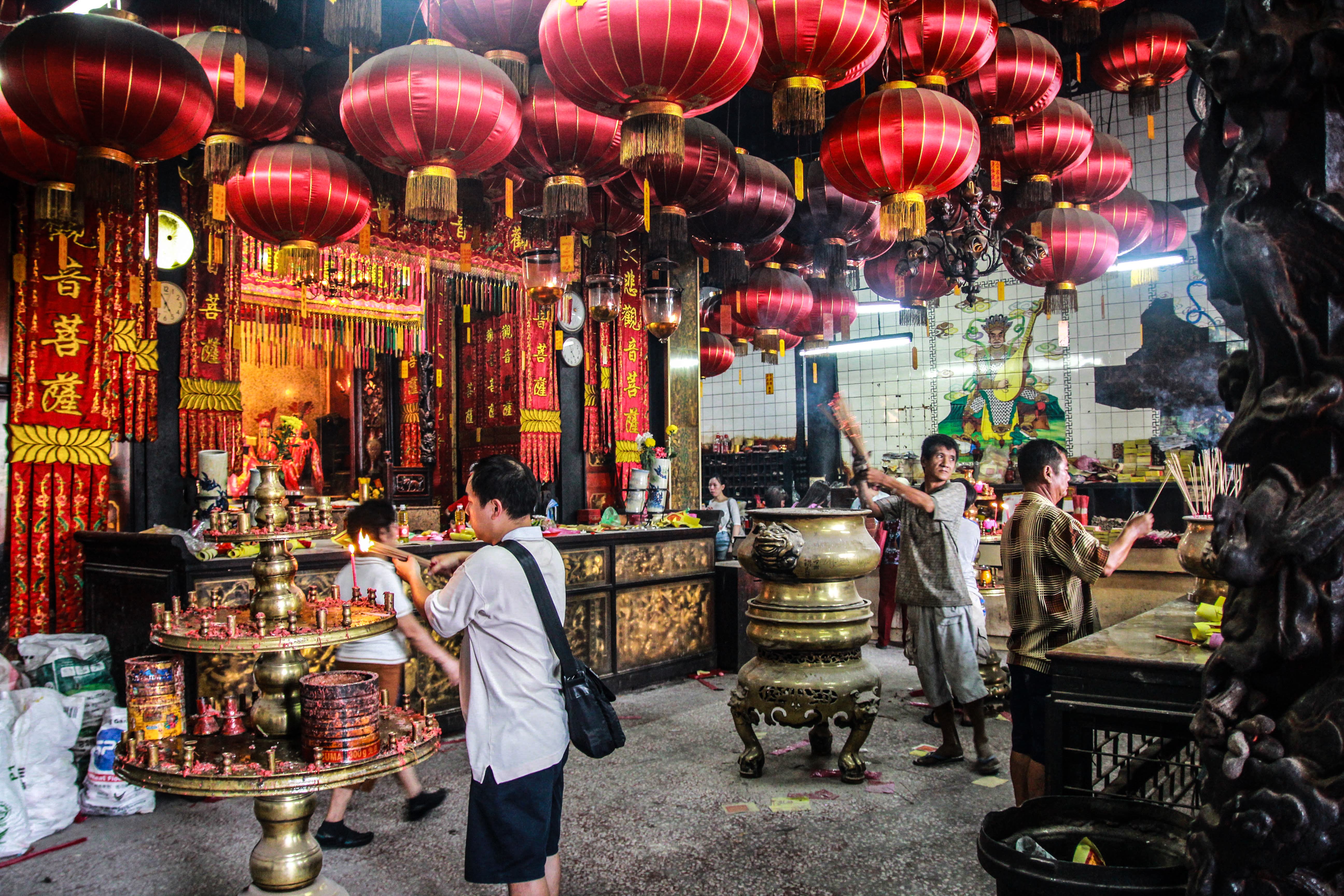
Kon Hock Keong Tempel

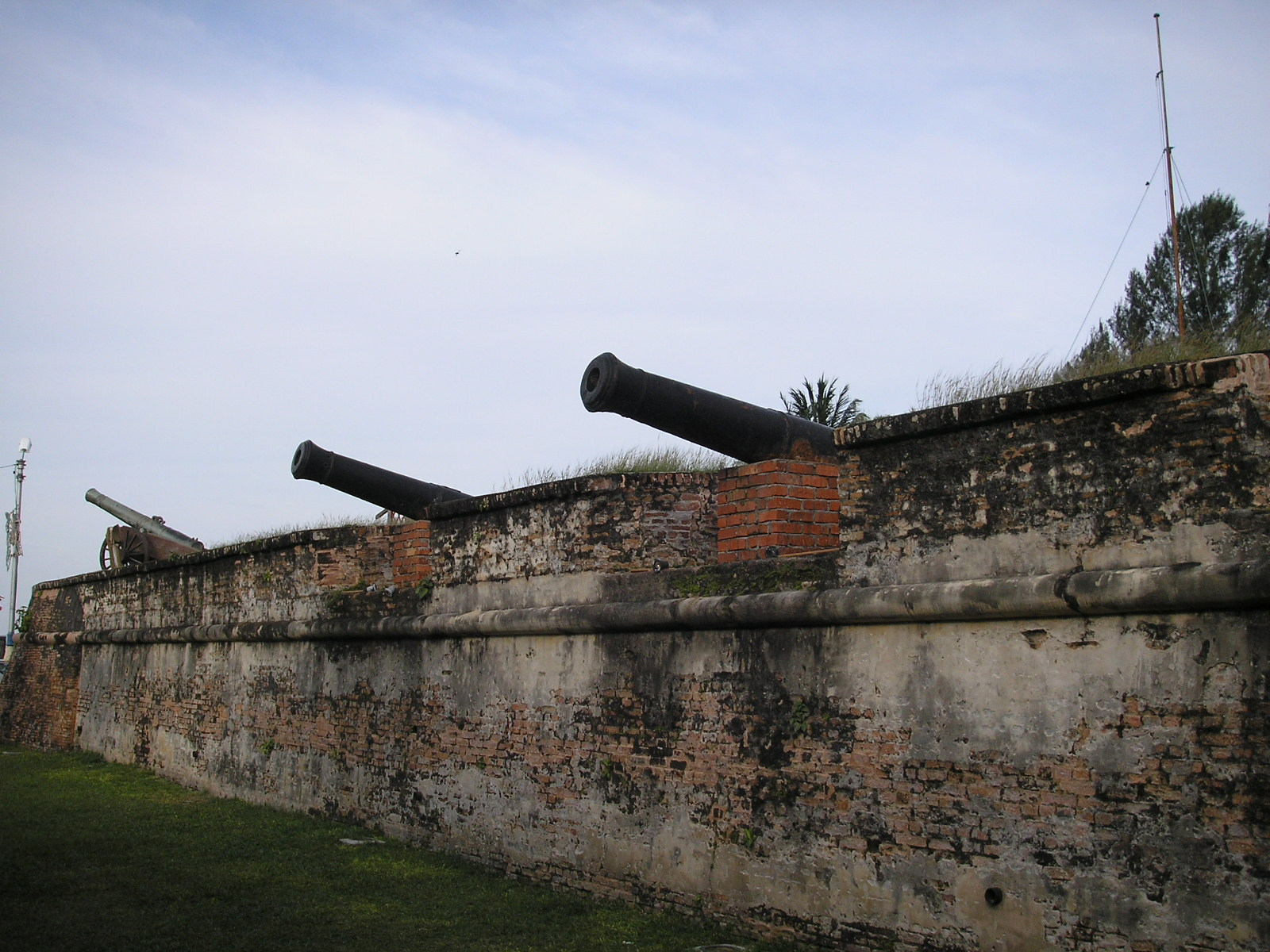
Fort Cornwallis

George Town (malaiisch auch Tanjung) ist die Hauptstadt der Insel Penang und des gleichnamigen Bundesstaats in Malaysia. Sie liegt an der nordöstlichen Spitze der Insel und hat 158.336 Einwohner (Stand 2020), überwiegend Chinesen. Rechnet man die Vororte hinzu, die zusammen mit George Town den 119 km² großen Distrikt Timur Laut bilden, leben im Einzugsgebiet der Stadt insgesamt über 556.000 Einwohner (Stand 2020).

## Geschichte
Im Jahre 1786 siedelten sich Händler der britischen Ostindischen Kompanie unter der Führung von Francis Light an. Benannt ist die Stadt nach dem britischen Monarchen Georg III. Die Einheimischen nennen ihre Stadt aber „Penang“.

## Kultur und Sehenswürdigkeiten
In der Innenstadt von George Town befinden sich zahlreiche Moscheen, Kirchen, hinduistische und chinesisch-buddhistische Tempel.
Erwähnenswert sind hier insbesondere die Kapitän Kling Moschee, die älteste Moschee in Penang. Ursprünglich von Mitgliedern der Ostindien-Kompanie Ende des 18. Jahrhunderts erbaut. Im November 1801 erhielt Kapitän Kling, ein prominenter Tamile und muslimischer Kaufmann, 18 Acres Land, um eine neue Moschee zu bauen. 1916 ersetzte die gegenwärtige Moschee das alte Gebäude. Hier spiegelt sich islamische Architektur mit dem indischen Einfluss.
Der Hainan Tempel, ursprünglich im Jahre 1866 gegründet. Das heutige Gebäude ist aus dem Jahr 1895, es wurde 1995 restauriert.
Der Goddess of Mercy Tempel, dessen erstes Fundament 1728 von chinesischen Kolonisten gelegt wurde, ist einer der ältesten chinesischen Tempel auf Penang. Er wurde im Jahre 1801 fertiggestellt. Er ist den Buddhisten Kuan Yin und Ma Chor Poh gewidmet. Sein Originalname ist Kong Hock Keong Tempel.
Der Arulmigu Mahamariamman Tempel, auch Sri Mahamariamman Tempel oder Mariyamman-Tempel. Der ursprüngliche Sri Mahamariamman Schrein wurde 1833 zu einem Tempel erweitert und ist damit einer der ältesten Hindu-Tempel in George Town. Er ist der Hindu-Gottheit Sri Muthu Mariamman gewidmet. Eine im Innern des Tempels befindliche Statue der Göttin wird jedes Jahr anlässlich des neuntägigen Festes Navarithri in einer Prozession durch den Stadtteil Little India gefahren. Der Mariamman Tempel hat einen 23 Meter hohen Skulpturenturm, auf dem sich 38 Statuen von Hindu-Gottheiten befinden.
Nach der Landung der Briten unter Captain Francis Light im Jahre 1786 erbauten diese hier das Fort Cornwallis. Es bestand ursprünglich nur aus Palisaden. 1804 wurde es dann mit massiven Steinmauern versehen. Heute befindet sich in dem Fort ein Freilichtmuseum sowie eine Freilichtbühne. Die Kanonen stammen ursprünglich aus Holland und wurden an den Sultan von Johor geliefert. Nach einigen Umwegen wurden sie schließlich hier aufgestellt. Nordöstlich des Forts wurde 1882 das Fort Cornwallis Lighthouse errichtet. Es bildete zur Kolonialzeit einen markanten Punkt. 1914 und 1928 wurde der Leuchtturm renoviert und zum Hafen-Leuchtturm umgebaut. Er hat jetzt einen weißen 21 Meter hohen Stahlfachwerk-Turm. Die Sichtweite des Leuchtfeuers beträgt 16 nautische Meilen.
Sehenswert ist auch Khoo Kongsi, das reich verzierte Haus eines chinesischen Familienclans. Das ursprüngliche Haus brannte 1884 vollständig nieder. 1902 wurde ein Neubau errichtet, der allerdings kleiner ist als es das alte Haus war. Chinesische Handwerksmeister verzierten das Haus mit feinen Ornamenten und Schnitzereien. Die Arbeiter hinterließen auch ihre Initialen.
Nahe der Landspitze befindet sich der 18 Meter hohe Uhrturm, der 1897 zum sechzigsten Thronjubiläum von Königin Victoria errichtet wurde.
Im Vorort Air Itam befindet sich mit dem Ke Lok Si der größte chinesische Tempel Malaysias. Er zählt zu den bedeutendsten buddhistischen Anlagen Malaysias.
George Town wird seit 2008 gemeinsam mit Malakka auf der Liste der Weltkulturerbe der UNESCO geführt.

## Wirtschaft und Infrastruktur

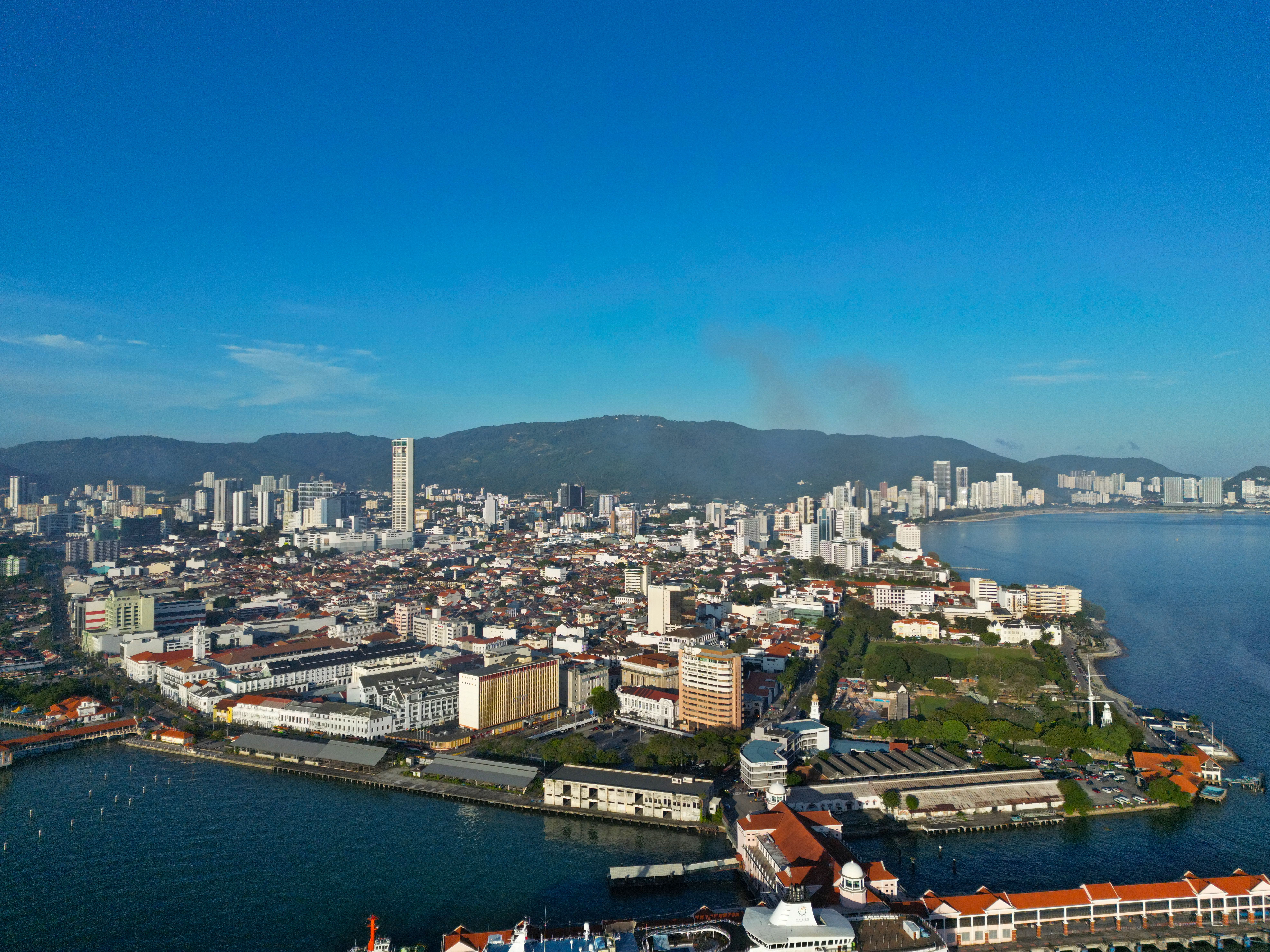
Zentrum von George Town (2023)

George Town zählt zu den wichtigsten Häfen Malaysias und ist ein Umschlagplatz für Gummi- und Agrarprodukte. Der Ort gewann als Anlegeplatz für Handelsschiffe an Bedeutung, die zwischen dem Kaiserreich China und Indien verkehrten.
1985 wurde eine 13,5 Kilometer lange Schrägseilbrücke zum Festland eröffnet, die „Penang Bridge“. Sie ist die längste Brücke Südostasiens. 2007 wurde mit dem Bau der 24 Kilometer langen zweiten Penang Brücke begonnen, die 2014 fertiggestellt wurde.

## Bildung
George Town ist auch Sitz einer Universität und des World Fish Centers.

## Religion
George Town ist Sitz des Bistums Penang. Den christlichen Glaubensgemeinschaften gehören hauptsächlich Menschen chinesischer Abstammung an. Diese sind häufig auch Buddhisten. Die malaiischen Bewohner der Stadt sind überwiegend Muslime. Auch die Nachkommen indischer Einwanderer aus Hindustan sind mehrheitlich Muslime. Diese Gruppe wird als Jawi Peranakan bezeichnet, zumal dann, wenn sich ihre Vorfahren in den Straits Settlements ansiedelten, zu denen die Insel Penang zählte. Weiter gibt es Hindu. Die in der Kolonialzeit entstanden bagdadi-jüdischen und armenisch-orthodoxen Gemeinden haben sich aufgelöst. Es bestehen aber bis heute die Friedhöfe dieser Gemeinschaften.

## Städtepartnerschaften
- Adelaide, Australien
- Xiamen, Volksrepublik China
- Kanagawa, Japan
- Medan, Indonesien
- Taipeh, Republik China
- Bangkok, Thailand

## Galerie

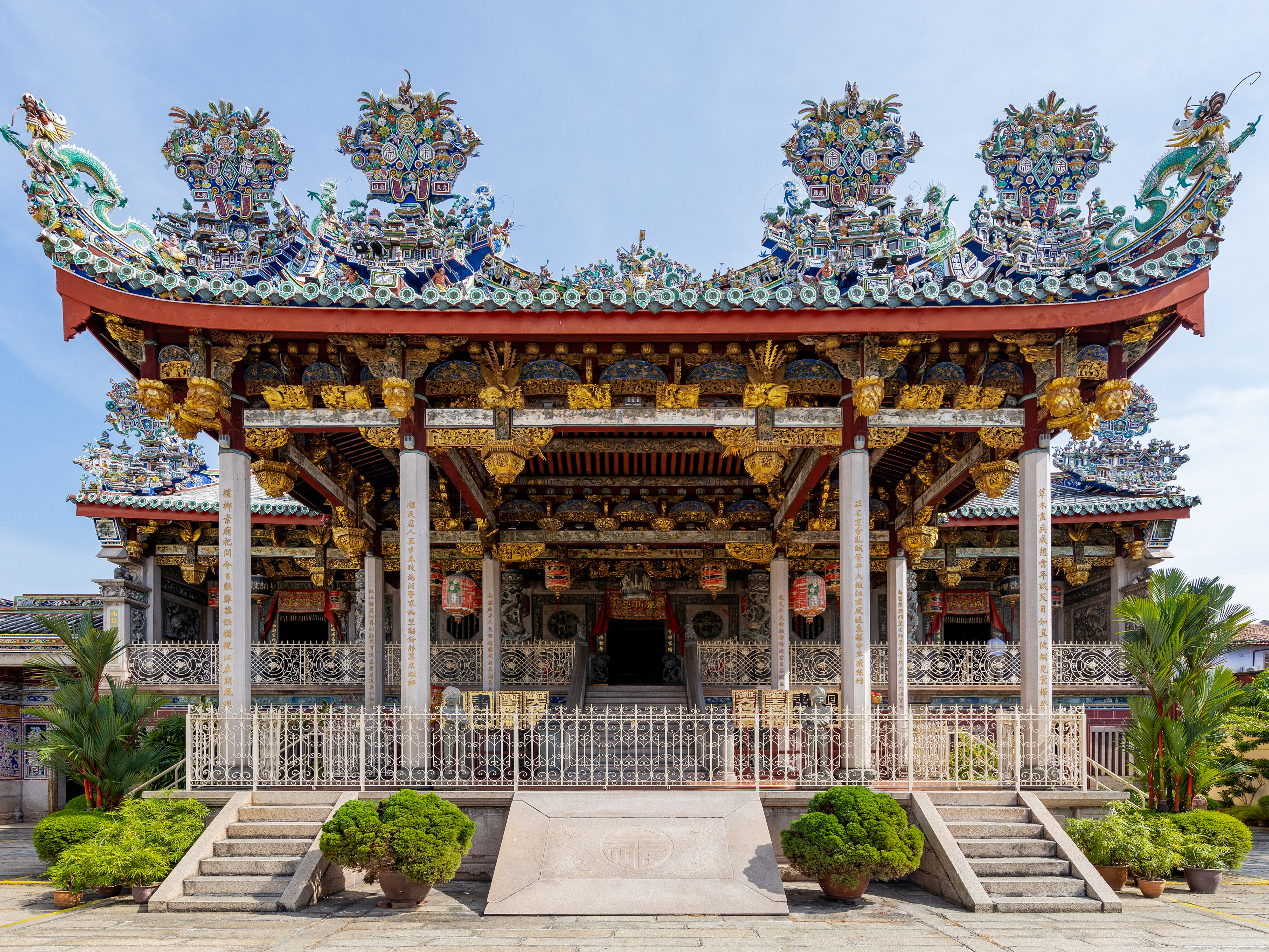
Khoo Kongsi-Clanhaus
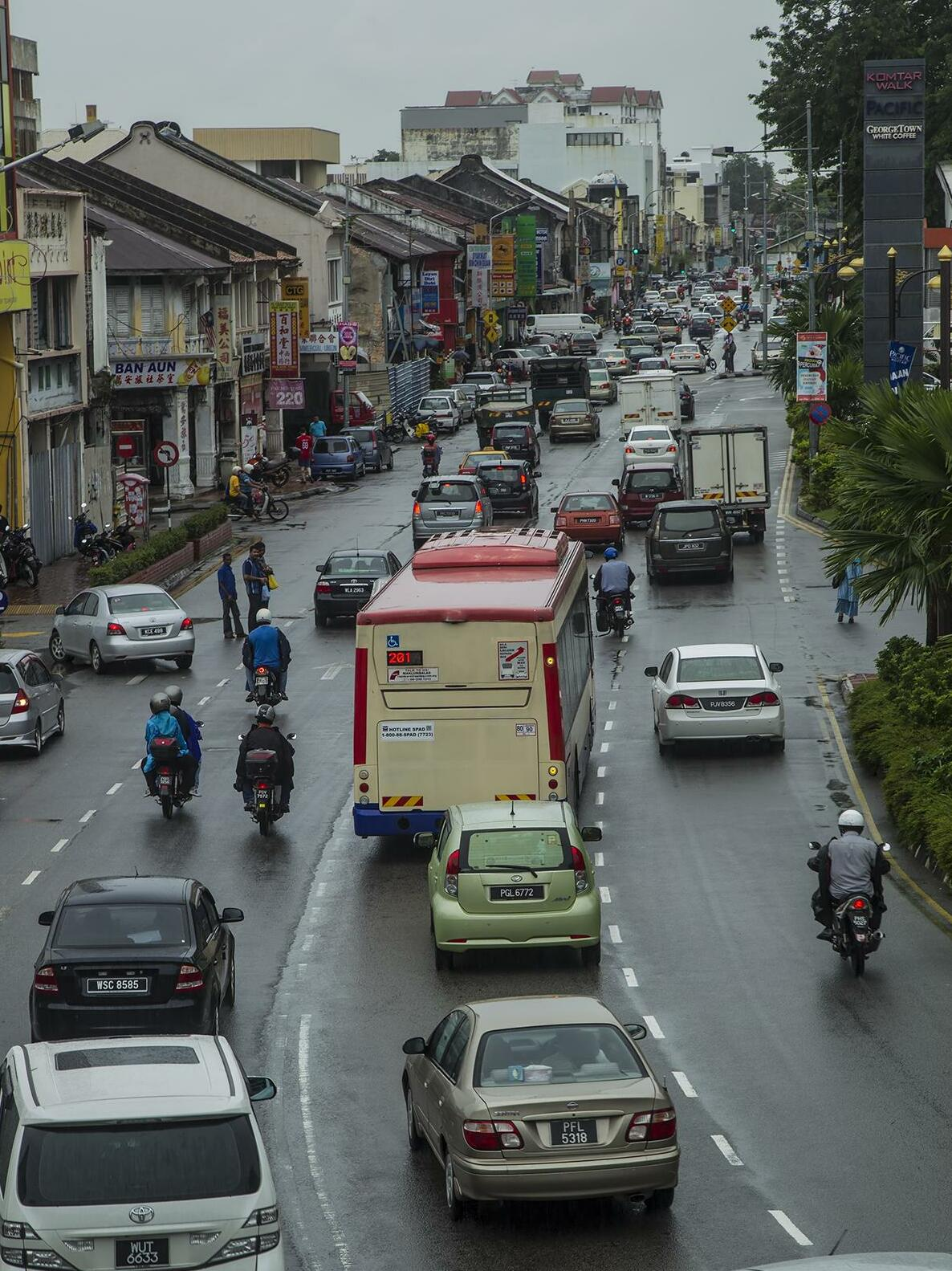
Penang Road
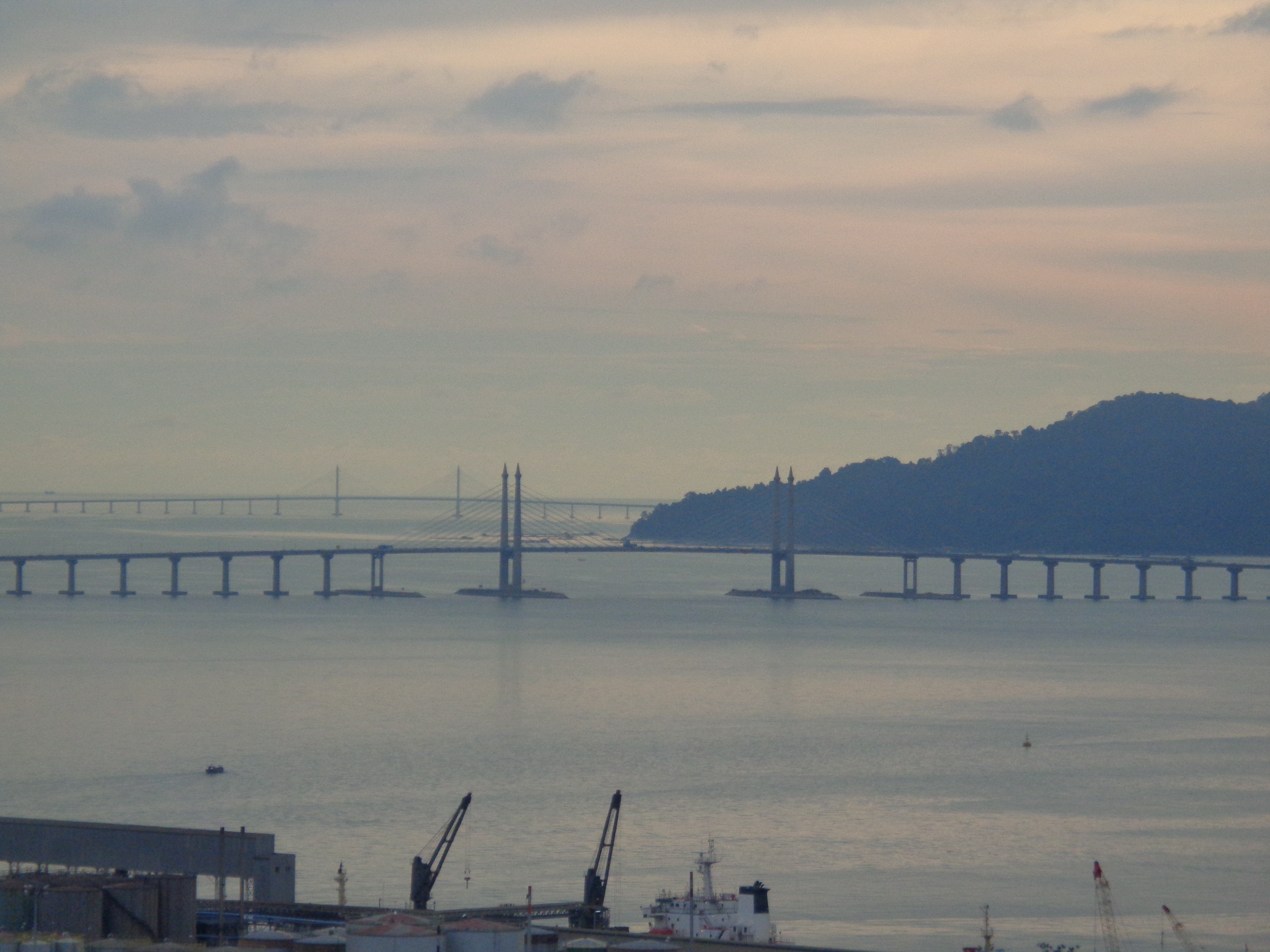
Penang-Brücken
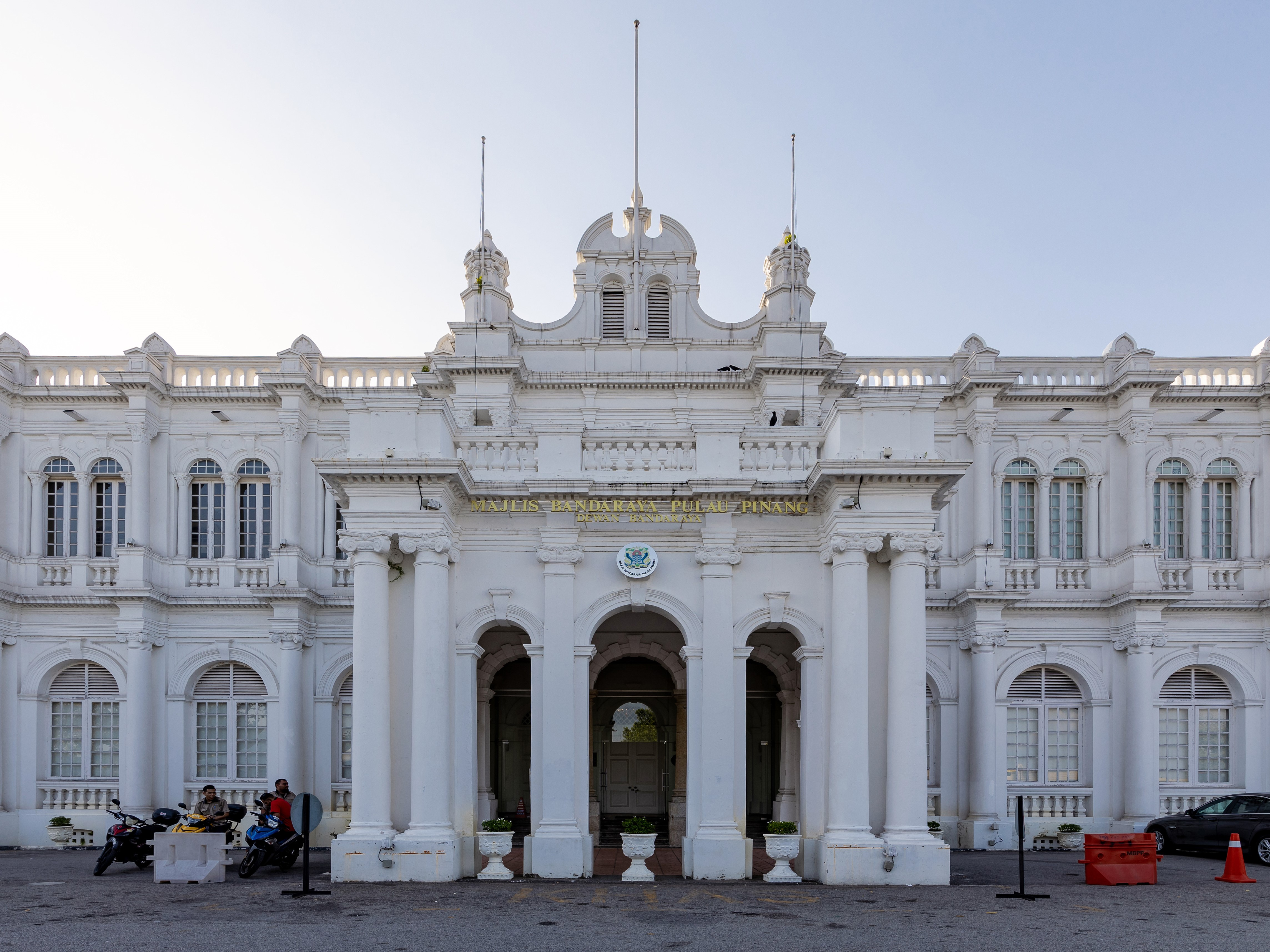
Penang City Hall
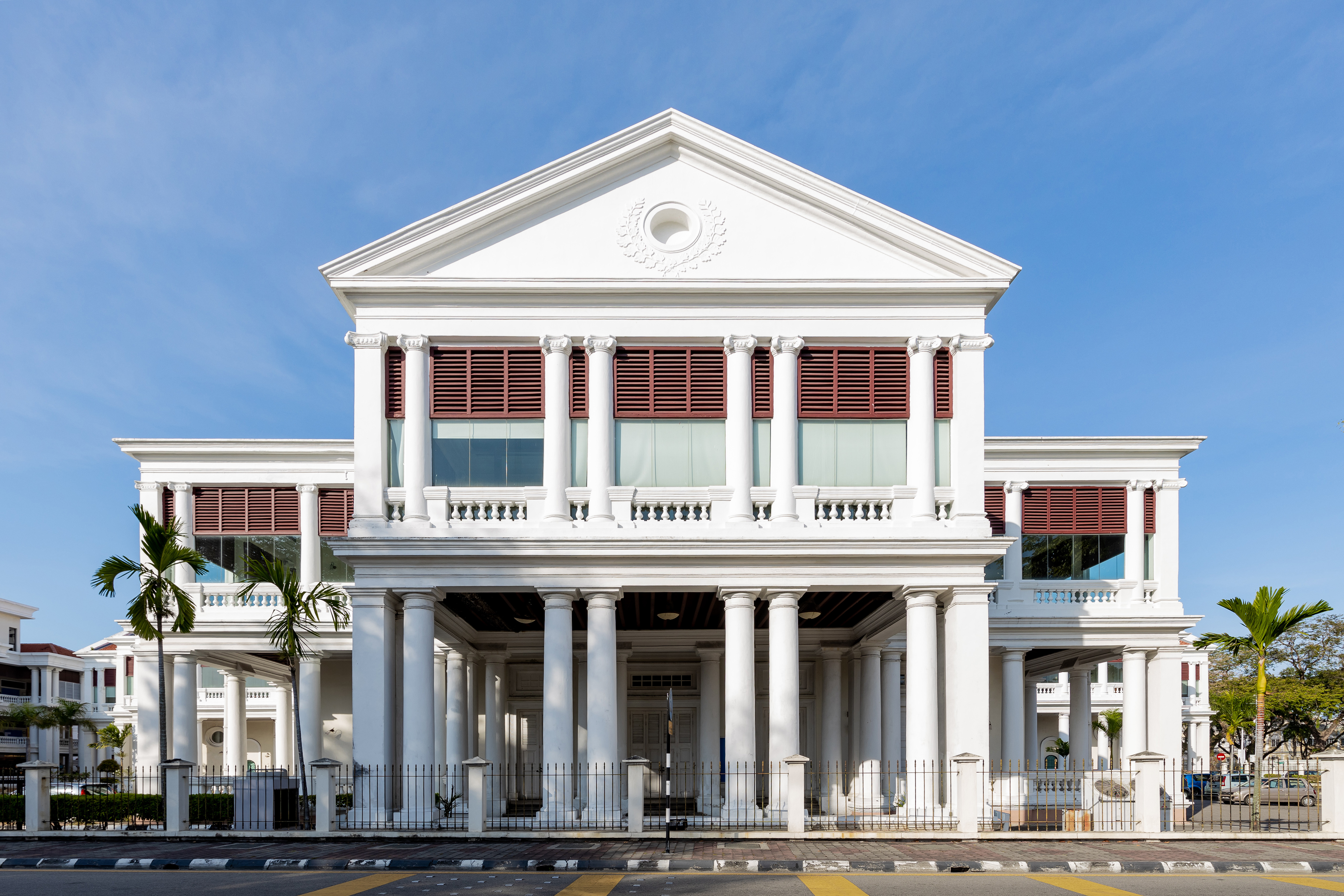
Penang High Court
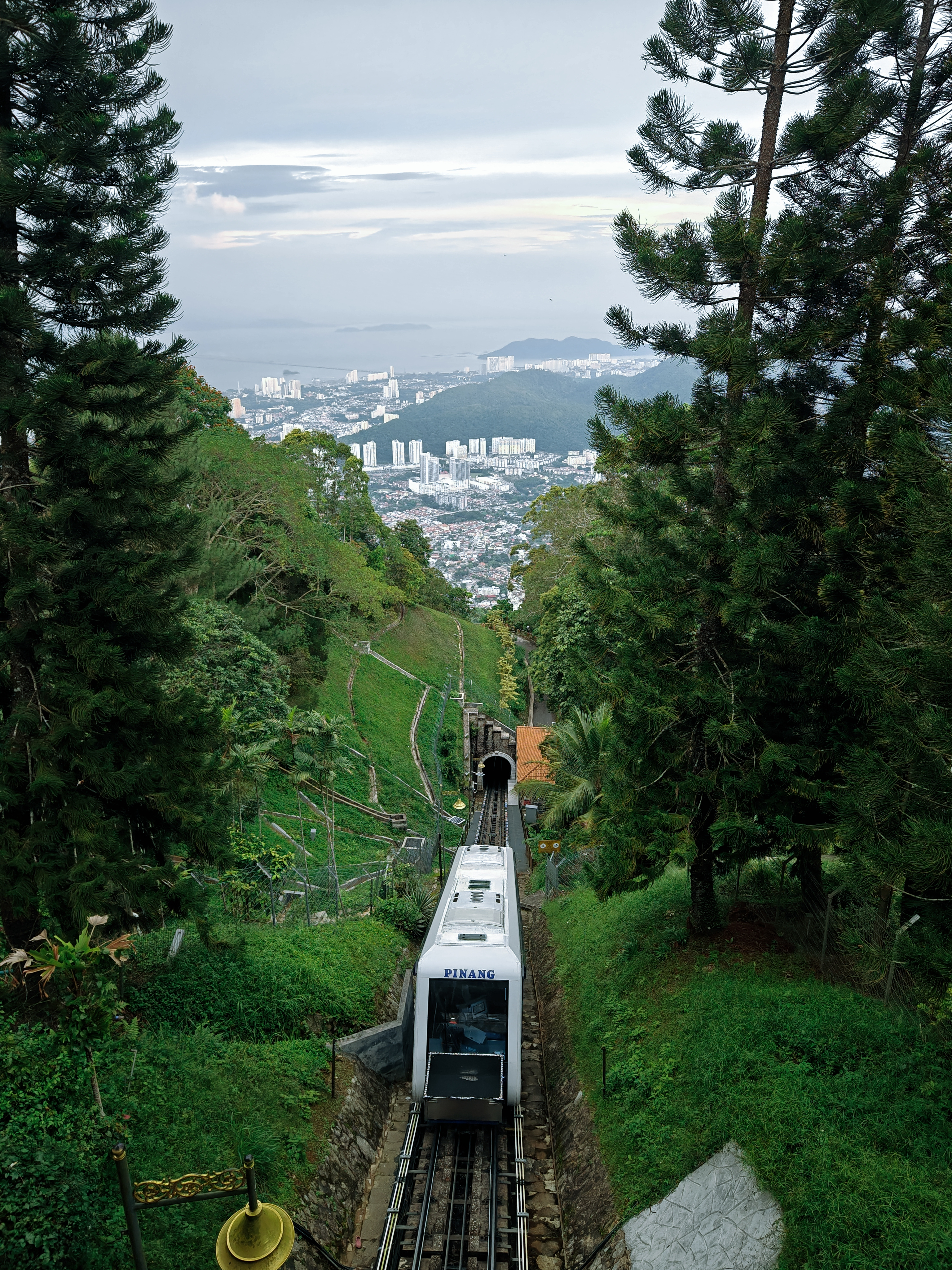
Penang Hill Railway
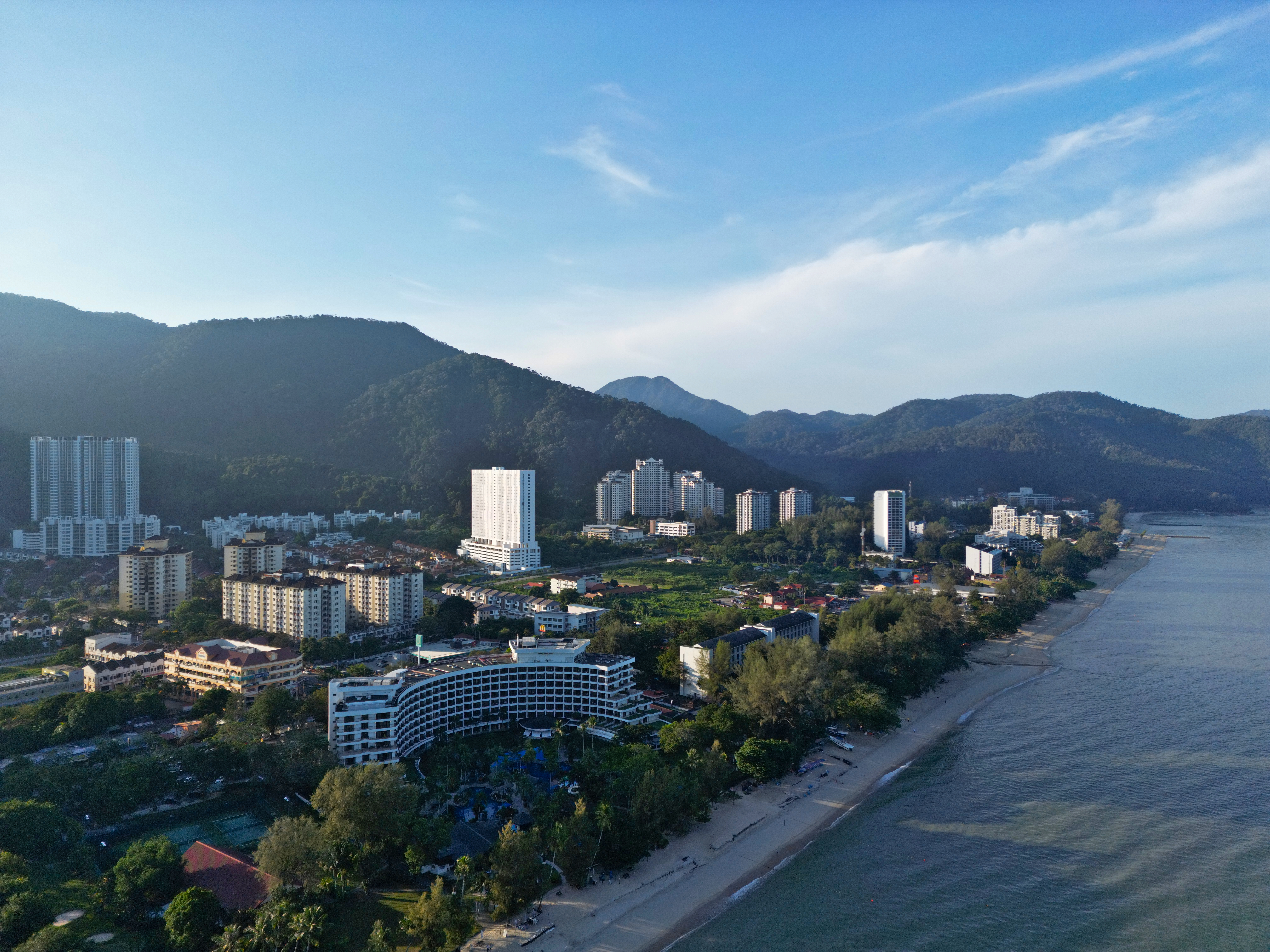
Strandgebiet Batu Ferringhi

## Söhne und Töchter der Stadt
- Albert Heijnneman (1896–1944), niederländischer Leichtathlet und Widerstandskämpfer
- Zain Safar-ud-Din (1926–2023), Radrennfahrer
- Jimmy Choo (* 1948/52), Schuhdesigner
- Steve Davislim (1967–2024), australischer Tenor
- Noraseela Mohd Khalid (* 1979), Leichtathletin
- Chin Eei Hui (* 1982), Badmintonspielerin
- Lee Chong Wei (* 1982), Badmintonspieler
- Low Wee Wern (* 1990), Squashspielerin